# لورين فوشيت
لورين فوشيت (بالفرنسية: Lorraine Fouchet) كاتبة وكاتبة سيناريو ودكتوراه في الطب ولدت في 22 أكتوبر 1956 في نويي سور سين .

## سيرة
هي الابنة الوحيدة لكريستيان فوشيه ( 1911-1974 ) ، مقاوم ، احتشد لتحرير فرنسا منذ 19 يونيو 1940 ، سفير ، الوزير السابق للجنرال ديغول ، وكوليت فوشيت ، من مواليد فوتران (1926-2018) ، مقاومة و صحفية ، ابنة الجنرال جان فوترين ، منظم المقاومة في جنوب شرق فرنسا. كان جدها الأكبر  من الأم ، يوجين مرسييه (1838-1904) ، مؤسس منزل الشمبانيا مرسييه.

## روابط خارجية
- لورين فوشيت على موقع IMDb (الإنجليزية)